# Supreme Commander
Supreme Commander – gra komputerowa z gatunku RTS osadzona w dalekiej przyszłości, będąca nieoficjalną kontynuacją gry Total Annihilation z 1997 roku. Stworzona została przez Chrisa Taylora i studio Gas Powered Games, wydana na świecie przez THQ, a w Polsce przez CD Projekt.

## Fabuła
Kampania dla jednego gracza w Supreme Commander opowiada daleką przyszłość ludzi. Według fabuły już w pierwszej połowie XXI wieku ludzkość pracowała nad możliwością teleportacji, co zaowocowało utworzeniem w 2062 roku pierwszej kolonii na Neptunie dzięki tej technologii. W ciągu następnego półwiecza powstało około 110 kolonii na najbliższych planetach. Niestety zagrożeniem stały się owoce eksperymentów doktora Gustafa Brackmanna, Symbioty – ludzie-androidy posiadający cybernetyczne mózgi. Wkrótce zbuntowali się przeciwko tyranizującym ich ludziom, budując nową kolonię. Okrzyknęli się Cybranami i zdecydowali się walczyć o swoją wolność. Na domiar złego niedobitki Serafimów – rasy kosmitów ocalałej z hekatomby ludzkiej, przekazały część swojej wiedzy swoim ludzkim zwolennikom. To doprowadziło do powstania następnej frakcji – Aeon. Fanatycy zafascynowani kodeksem („Droga”), który mówi o pokoju i technologią swych mentorów, rozpoczęli wprowadzanie go w życie... siłą. Obydwie frakcje szybko rosły w siłę, więc wojska Zjednoczonej Federacji Ziemskiej (UEF) postanowiły objąć skolonizowane tereny kwarantanną i wypowiedziały obu wrogim frakcjom w 2819 roku wojnę. Wybuchła walka między trzema frakcjami. Po długiej wojnie UEF było w opłakanej sytuacji. Musiało użyć broni o sile na tyle potężnej, że mogła zniszczyć planetę – Black Sun. Gra kończy się, gdy gracz odeprze ataki i ostatecznie aktywuje Black Sun. Dalsze losy UEF, Cybranów, oraz Aeonów można zobaczyć w dodatku Supreme Commander: Forged Alliance.

## Rozgrywka
Supreme Commander jak większość RTS-ów opiera się na systemie surowców. Te są dwa: masa i energia. Oba surowce można wydobywać z określonych miejsc oraz zbierać w postaci złomu ze zniszczonych jednostek i budowli. System ekonomiczny gry ogólnie ściśle bazuje na tym z Total Annihilation. Ważną rolę odgrywa średnia procentowa przychodu energii i masy. Nowością jest możliwość automatycznego transportu wojsk zaraz po wyjściu z fabryki [tryb „ferry” w transportowcach], tudzież fakt iż jedna fabryka może asystować drugiej.
Rozgrywka wymusza walkę na kilku frontach z powodu ogromnych map liczących przeciętnie 400 km² (największe = 6481 km²). Jednostki dzielą się na pojazdy, lotnictwo i marynarkę. Jednostki poszczególnych frakcji różnicują się wraz z zaawansowaniem technologicznym np. w przypadku poziomu pierwszego, jest to głównie różnica w wyglądzie, sile/zasięgu ognia, prędkości, dodatkowych funkcji. Istnieją 4 poziomy technologiczne, wliczając w to poziom eksperymentalny (jednostki eksperymentalne) to już diametralne zmiany pod każdym względem. Są to najpotężniejsze jednostki.
Gra oferuje kampanię z 40 misjami dla 3 frakcji oraz 40 map do multiplayera.